# One After 909
One After 909 (englisch sinngemäß für: Der nächste [Zug] nach 9:09 Uhr) ist ein Lied der britischen Band The Beatles, das 1970 auf ihrem zwölften Studioalbum Let It Be veröffentlicht wurde. Komponiert wurde es von John Lennon und Paul McCartney und unter der Autorenangabe Lennon/McCartney veröffentlicht.

## Hintergrund
One After 909 basiert auf den musikalischen Ideen von John Lennon und Paul McCartney.
Paul McCartney sagte dazu: „Es hat großartige Erinnerungen für mich an John und mich, als ich versuchte, einen bluesigen Eisenbahnsong zu schreiben. Zu dieser Zeit gab es viele dieser Songs, wie Midnight Special, Freight Train, Rock Island Line, also war dies der One After 909. Sie hat den 909 nicht bekommen, sie hat den danach bekommen! Eigentlich war es eine Hommage an British Rail. Nein, zu der Zeit, als wir nicht an Briten dachten, war es viel mehr der Super Chief von Omaha.“
John Lennon meinte 1980 hingegen, das Lied allein geschrieben zu haben: „Das habe ich geschrieben, als ich ungefähr siebzehn war. Ich wohnte in der Newcastle Road 9. Ich wurde am 9. Oktober geboren, dem neunten [?] Monat. Es ist nur eine Zahl, die mir folgt, aber numerologisch, anscheinend bin ich eine Nummer sechs oder eine Drei oder so, aber es ist alles Teil von neun.“
One After 909 gehört zu den Liedern, die für den Beatles-Dokumentarfilm Let It Be verwendet worden sind. Die erste Version von One After 909 im Film stammt von den Probeaufnahmen in den Twickenham Film Studios, die zweite vom Rooftop Concert.

## Aufnahmen

### Erste Version

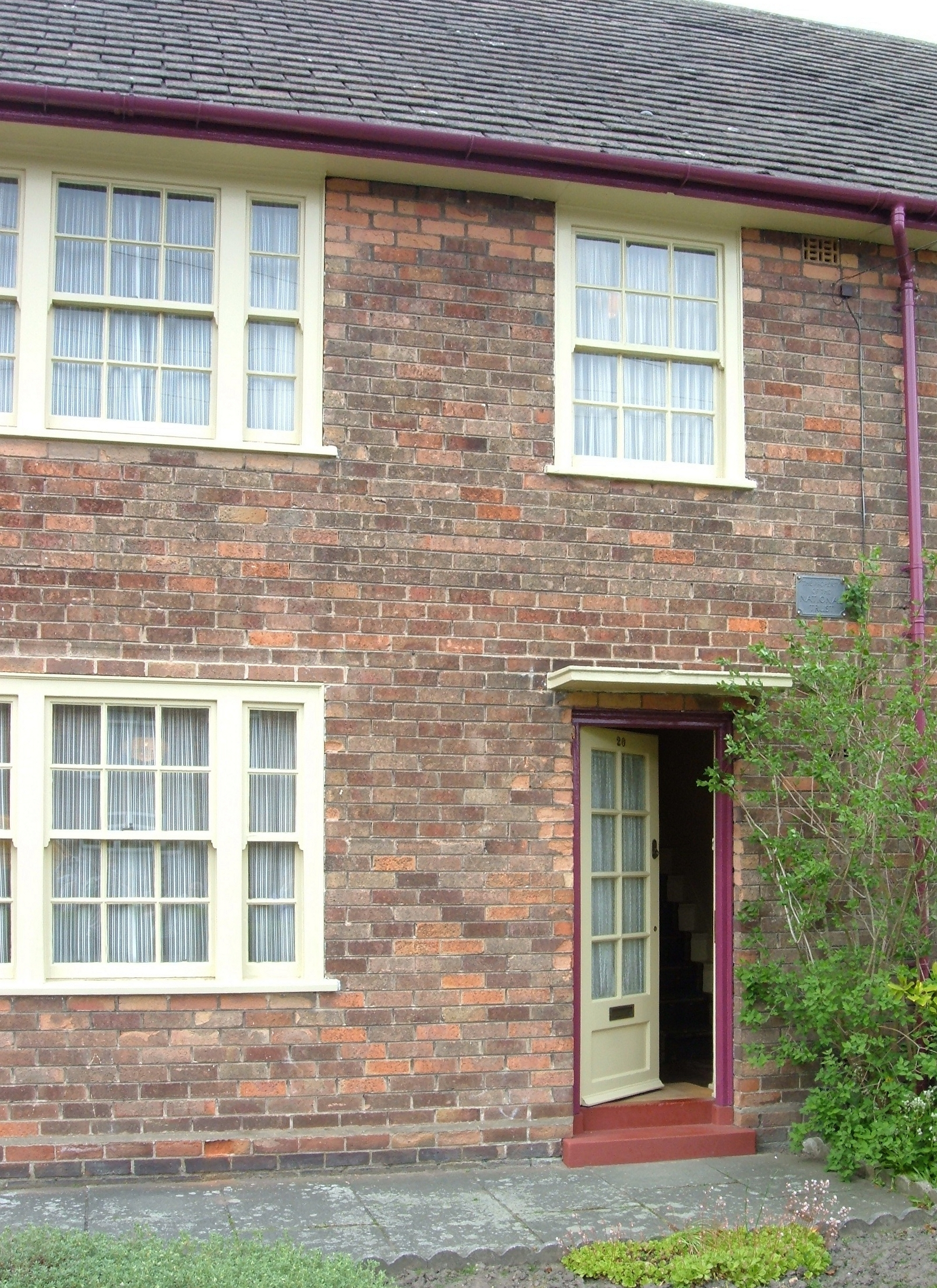
20 Forthlin Road in Liverpool: Hier lebte Paul McCartney von 1955 bis 1965

Im Frühling 1960 nahmen die Beatles in der Besetzung John Lennon, Paul McCartney, George Harrison und Stuart Sutcliffe im Haus der Familie McCartney in der Liverpooler 20 Forthlin Road auf einem Tonbandgerät mehrere Musiktitel auf, unter anderen One After 909. Es sind die einzigen bekannten Aufnahmen von Sutcliffe. Diese Version von One After 909 ist bisher nur als Bootleg veröffentlicht worden.

### Zweite Version

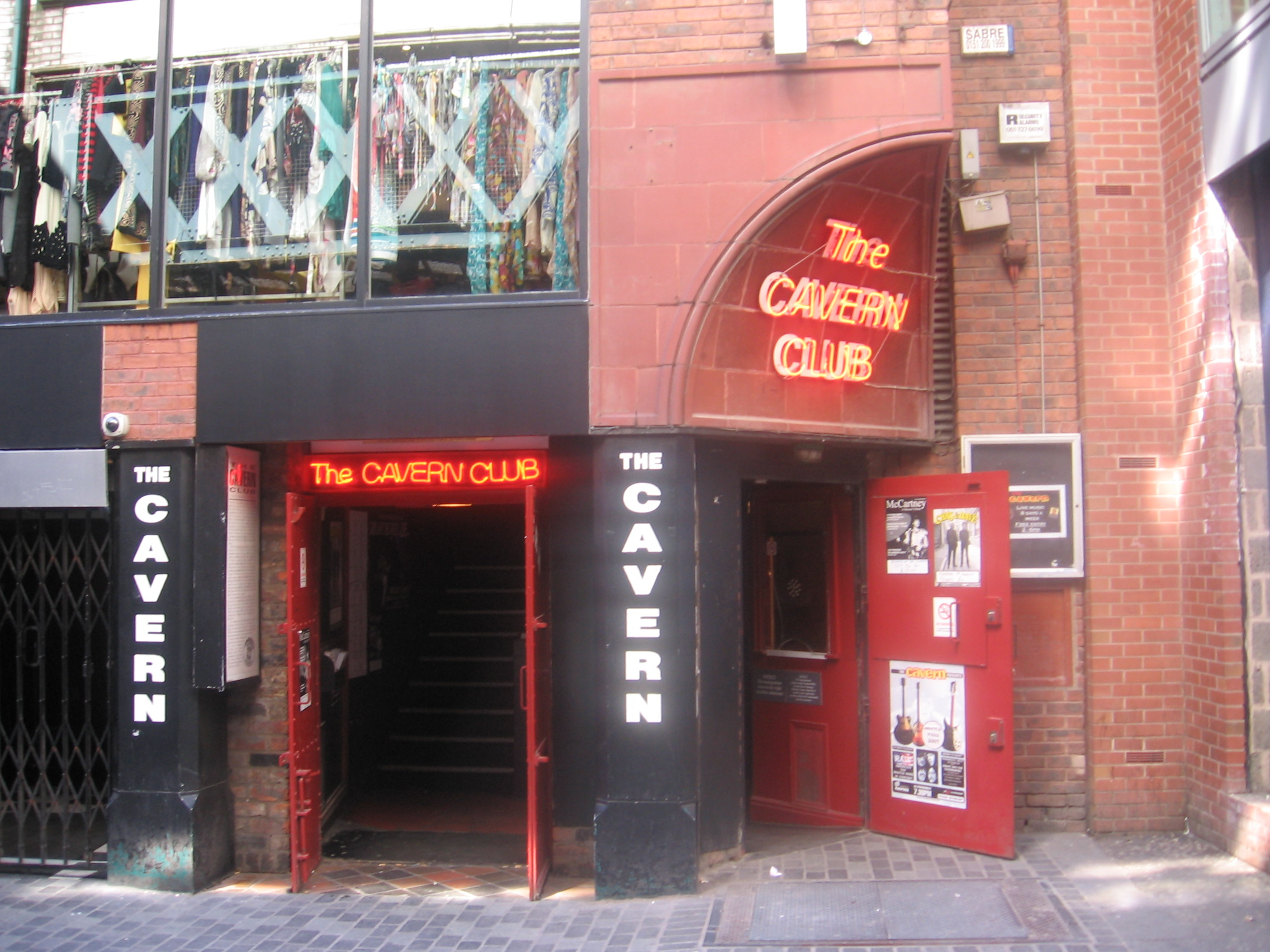
Der heutige Cavern Club in Liverpool

Die Beatles nahmen wahrscheinlich zwischen August und Dezember 1962 im Cavern Club live, aber ohne Publikum mit einem Tonbandgerät neben One After 909 noch die Lieder I Saw Her Standing There und Catswalk auf.

### Dritte Version
One After 909 wurde am 5. März 1963 in den Londoner Abbey Road Studios mit dem Produzenten George Martin aufgenommen. Norman Smith war der Toningenieur der Aufnahmen. Die Band nahm insgesamt fünf Takes auf, wobei nur ein Take zu Ende gespielt wurde. Der Arbeitstitel lautete The One After 909. Am 5. März wurden noch die Lieder From Me to You und Thank You Girl aufgenommen. Die gesamte Aufnahmesession dauerte von 14:30 bis 22 Uhr, wobei es eine Pause zwischen 17:30 und 19 Uhr gab. Eine Verwendung der Aufnahme des Liedes The One After 909 war nicht geplant.
Die Abmischung des Liedes erfolgte somit nicht mehr zeitnah, sondern erst 1984 von Geoff Emerick für das geplante, aber nicht veröffentlichte Kompilationsalbum Sessions. Für das Album Anthology 1 wurden die Takes vier und fünf zu einer neuen Version zusammengefügt.
Besetzung
- John Lennon: Rhythmusgitarre, Mundharmonika, Gesang
- Paul McCartney: Bass, Hintergrundgesang
- George Harrison: Leadgitarre
- Ringo Starr: Schlagzeug

### Vierte Version

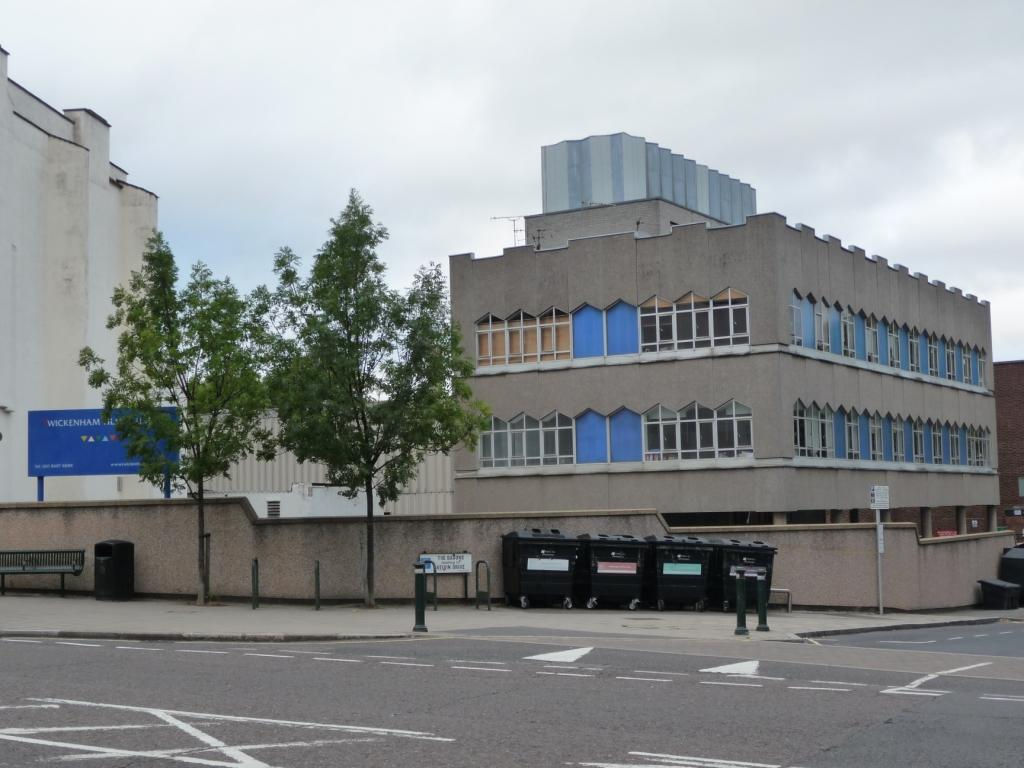
Twickenham Film Studios

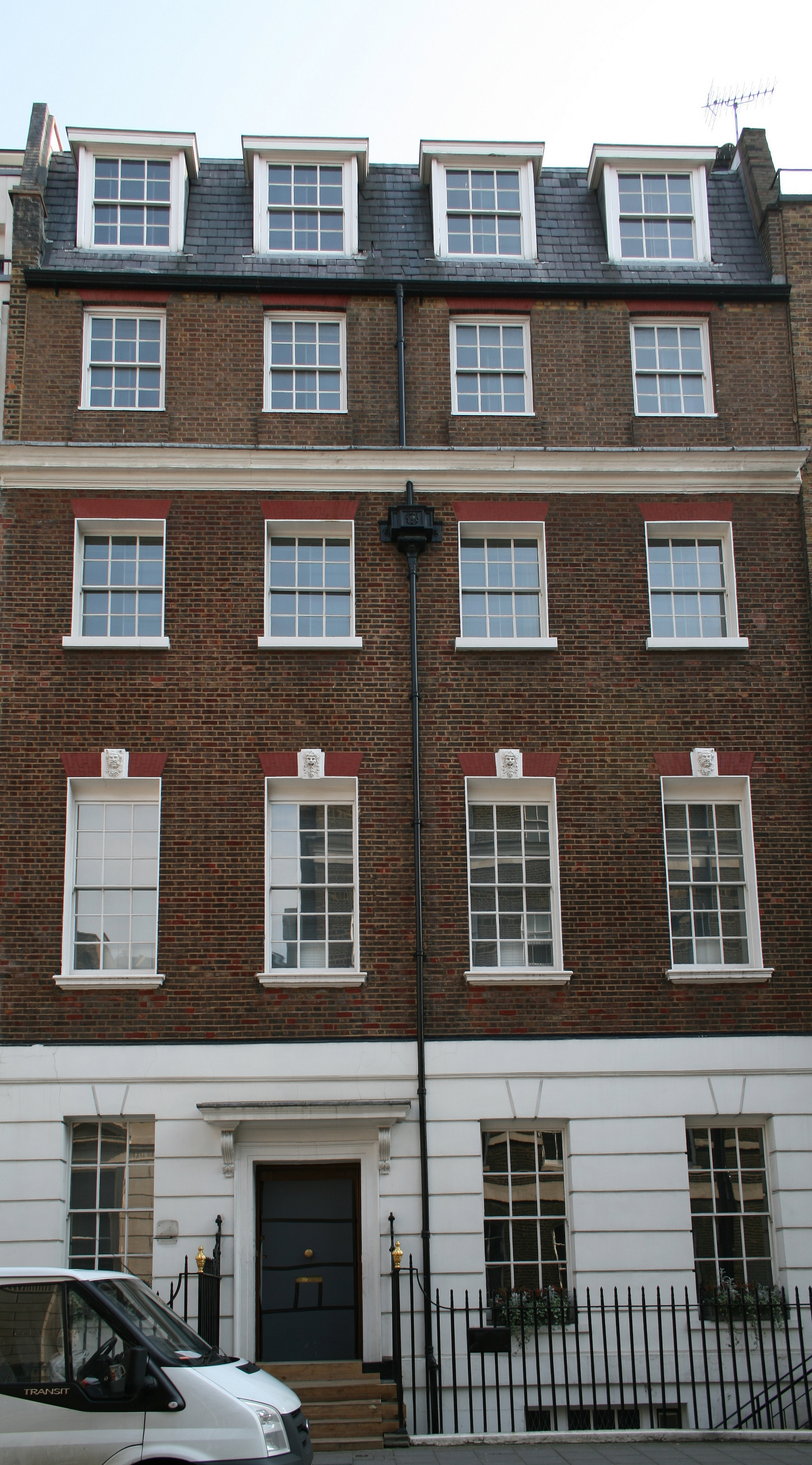
Savile Row 3, Ort des letzten Liveauftritts der Beatles

Sechs Jahre später erfolgten die ersten weiteren Aufnahmen des Liedes One After 909 Anfang Januar 1969 in den Twickenham Film Studios auf Nagra-Tonbändern in Mono.
One After 909 wurde am 28. Januar 1969 in den Londoner Apple Studios in der Savile Row Nr. 3 mit dem Produzenten George Martin aufgenommen. Glyn Johns war der Toningenieur der Aufnahmen. Weitere Aufnahmen erfolgten am 29. Januar mit George Martin als Produzent und Glyn Johns als Toningenieur. Sämtliche Aufnahmen wurden live ohne Overdubs eingespielt.
Am 30. Januar begab sich die Gruppe – unterstützt von Billy Preston am Keyboard – auf das Dach des Apple-Gebäudes und spielte dort das sogenannte Rooftop Concert. Gespielt wurden die Lieder Get Back, Don’t Let Me Down, I’ve Got a Feeling, One After 909 und Dig a Pony, einige davon mehrfach. George Martin war wiederum Produzent und Glyn Johns Toningenieur.
Am 5. Februar stellte Glyn Johns eine vorläufige Stereoabmischung der Liveversion von One After 909 der Rooftop Concert-Aufnahme her.
Im April und Mai 1969 stellte Glyn Johns in den Olympic Sound Studios die erste Fassung des Albums Get Back fertig, auf diesem befindet sich eine Studio-Version vom 30. Januar (Rooftop Concert-Aufnahme) von One After 909. Am 5. Januar 1970 wurde die zweite Fassung vom Get Back-Album von Glyn Johns in den Olympic Sound Studios hergestellt, auf dieser befindet sich ebenfalls die Version vom 30. Januar 1969 von One After 909. Beide Versionen des Albums von Glyn Johns wurden von den Beatles abgelehnt.
Im März 1970 erhielt Phil Spector von John Lennon, George Harrison und Allen Klein den Auftrag, das Album endgültig fertigzustellen. Am 23. März mischte Spector in den Abbey Road Studios mit Hilfe des Toningenieurs Peter Brown und in Anwesenheit von Klein und Harrison unter anderen das Lied One After 909 neu ab, er verwendete ebenfalls die Rooftop Concert-Aufnahme vom 30. Januar 1969.
Besetzung
- John Lennon: Leadgitarre, Gesang
- Paul McCartney: Bass, Gesang
- George Harrison: Rhythmusgitarre
- Ringo Starr: Schlagzeug
- Billy Preston: Elektrisches Klavier

## Veröffentlichungen
- Am 8. Mai 1970 erschien in Deutschland das 17. Beatles-Album Let It Be, auf dem One After 909 enthalten ist. In Großbritannien wurde das Album ebenfalls am 8. Mai veröffentlicht, dort war es das 13. Beatles-Album. In den USA erschien das Album zehn Tage später, am 18. Mai 1970, dort war es das 20. Album der Beatles.
- Am 20. November 1995 wurde das Kompilationsalbum Anthology 1 veröffentlicht, auf dem sich eine Version von One After 909 befindet, bei dieser Version handelt es sich um eine Studioversion vom 5. März 1963, hier wurden die Takes vier und fünf zu einer neuen Version zusammengefügt. Zusätzlich enthält das Album One After 909 (Sequenz), bei dieser wurden die Aufnahme-Takes 3, 4 und 5 zusammengemischt.
- Am 14. November 2003 erschien das Album Let It Be… Naked; auf diesem befindet sich eine Neuabmischung der ursprünglichen Version von Allan Rouse, Paul Hicks und Guy Massey, im Gegensatz zur Let-It-Be-Version wurde das kurz eingesungene Lied Danny Boy entfernt.
- Am 17. Dezember 2013 wurde das Album The Beatles Bootleg Recordings 1963 veröffentlicht, auf der sich One After 909 (Takes 1 & 2) vom 5. März 1963 befinden.
- Am 15. Oktober 2021 erschien die Jubiläumsausgabe des Albums Let It Be. Auf den Deluxe-Editionen dieses Albums wurde der Take 3 des Liedes vom 29. Januar 1969 und die von Glyn Johns abgemischte Version veröffentlicht.[3]
- Am 28. Januar 2022 erschien das von Giles Martin und Sam Okell abgemischte Livealbum Get Back:The Rooftop Performance auf dem sich die Liveversion von One After 909 befindet.

## Coverversionen
Folgend eine kleine Auswahl:
- Wilko Johnson – Let It Be Revisited [4]
- Laibach – Let It Be [5]
- Willie Nelson – Come Together – America Salutes The Beatles [6]